# 瀧澤甲子彦
瀧澤 甲子彦（たきざわ かしお、1924年（大正13年） - ?）は、日本のフィギュアスケート選手（ペアスケーティング・男子シングル）。パートナーは西邑二三子。元日本スケート連盟理事。1995年全日本フィギュアスケート選手権優勝。新潟県出身。慶應義塾大学卒業。

## 経歴
新潟県出身。1935年、小学校5年生のときにスケートを始める。1945年9月、慶應義塾大学卒業。1947年、全日本ジュニア選手権の男子シングルで小林正水に続いて2位に入る。1955年には西邑二三子とカップルを組み、全日本選手権のペア競技に出場し全日本初代チャンピオンに輝いた。1956年に選手を引退する。
引退後は東京とスケート連盟のフィギュア部長、日本スケート連盟のフィギュア普及部長、理事などを歴任。1986年には成美堂出版より『君も名選手になれる スケート教室』を出版。

## 主な戦績
- 1947-48シーズンは男子シングル。
- 1955-56シーズンはペア。

| 大会/年              | 1947-48 | 1955-56 |
| -------------------- | ------- | ------- |
| 全日本選手権         |         | 1       |
| 全日本ジュニア選手権 | 2       |         |

## 著書
- 『スケート教室 フィギュア・スピード・アイスホッケー 君も名選手になれる』（1986年12月、成美堂出版、ISBN 4415012329）
- 『スケート教室 フィギュア・スピード・アイスホッケー』（1994年10月、成美堂出版、ISBN 4415012973）